# I passeri
I passeri è un romanzo di Giuseppe Dessì pubblicato nel 1955. È stato finalista al Premio Strega 1955. Nel 1968 è stato tradotto in ungherese.
Il romanzo riprende i personaggi che erano già apparsi nel romanzo breve Introduzione alla vita di Giacomo Scarbo, che apparve per la prima volta a puntate su «Il Ponte» nel 1949, anche se poi venne ripubblicato in forma rielaborata solo nel 1959, dopo che I passeri era già uscito.

## Trama
Rita è una ragazza che vive in un villaggio rurale della Sardegna in compagnia della zia Leonia. Si è dovuta trasferire lì, abbandonando la propria famiglia, dopo un litigio con il padre a causa di Giovanni, suo spasimante. Rita ne è rimasta incinta, e Giovanni è nell'esercito, nelle ultime fasi della seconda guerra mondiale.
Rita, per passare le lunghe giornate di solitudine, si reca spesso a casa del conte Massimo Scarbo, dove l'amica Susanna lavora come domestica. Susanna è cinica ed esperta di vita, e consiglia a Rita di abortire, piuttosto che trovarsi a crescere da sola un bambino. Rita però è indecisa sul da farsi.
Il conte è anziano e acciaccato a causa di una ferita riportata durante la prima guerra mondiale, che spesso lo costringe a letto. Dopo aver perso due giovani mogli, l'unico motivo che lo tiene in vita è l'aspettare il ritorno del figlio Giacomo, che era andato a combattere in Spagna contro i Franchisti e che tutti, tranne il conte, danno ormai per morto.
Per alcuni giorni Rita non si reca più da Susanna, e lei comincia a domandarsi quando l'avrebbe rivista. Le giunge notizia che un soldato americano è stato trovato ucciso in una caverna della campagna circostante; nei pressi del corpo è stato rinvenuto un ombrellino come quello che Susanna aveva prestato a Rita. Per risalire agli assassini, i carabinieri si mettono a perlustrare tutte le case alla ricerca della ragazza scomparsa. Infine, una notte Rita viene trovata da Susanna, ferita e sporca, nel portico di casa.
Rita, dopo qualche giorno di silenzio, racconta a Susanna che cosa le era successo. Aveva deciso di andare alla caserma per chiedere informazioni riguardo a Giovanni, ma per strada era stata chiamata dal soldato americano, la cui famiglia era originaria di quel paese, e lei aveva accettato un passaggio in jeep da lui. Insieme poi avevano passato la notte ed il giorno dopo, quando due altri soldati li sorpresero, tra un alterco ed una lotta, il soldato fu ferito a morte e Rita in seguito venne picchiata e violentata.
In quei giorni si era presentato Manlio Spada, un giovane medico dell'età pressappoco di Giacomo, che era stato cresciuto dal conte quasi come un figlio. Manlio si ricorda di Rita, che aveva baciato una volta pochi anni prima. Manlio è ora innamorato di una ragazza che vive al di là delle trincee, e sogna di farsi paracadutare là e raggiungerla. Mentre aspetta che ciò si avveri, si prende cura delle varie ferite di Rita, che da allora si era trasferita a vivere dal conte. Giunge quindi il giorno in cui Manlio deve partire. 
La salute del conte va rapidamente peggiorando, e lui stesso capisce che gli rimane poco da vivere. Per paura che alla sua morte l'avido nipote Timoteo De Luna entri in possesso dei risparmi messi da parte per il figlio, il conte incarica Susanna di assicurarsi che i soldi siano nascosti e glieli affida. Un altro desiderio del conte è che Susanna continui ad abitare nella sua casa così che Giacomo, al suo ritorno, potesse trovarla tale e quale a quando l'aveva lasciata. Quando ormai il conte è a letto da giorni e non ha più nemmeno la volontà di parlare, Susanna e Rita prendono l'ingente somma di danaro e la nascondono in soffitta. Timoteo De Luna, nel frattempo, si comporta già da signore nella casa del conte, e viene presto ai ferri corti con Susanna. Timoteo, infatti, stava già allestendo la fossa in cimitero e aveva già comprato la bara.
Dopo diversi giorni il conte muore: Susanna viene accusata di furto e finisce in prigione, Rita si ritrova a casa di sua zia Leonia. Susanna, però, era riuscita a consegnare a Rita la busta sigillata che conteneva il testamento del conte Scarbo. Rita sa che nel testamento il conte aveva lasciato la casa a Susanna: a momenti vuole bruciarlo, così che la vita possa scorrere senza ulteriori lotte con Timoteo De Luna. Però alla fine si risolve a consegnarlo al dottore del conte e così scagionare Susanna dalle accuse di furto e con il suo aiuto far nascere il proprio bambino.

## Edizioni
- Giuseppe Dessì, I passeri, Nistri-Lischi, Pisa 1955
- Giuseppe Dessì, I passeri, prefazione di Arnaldo Colasanti, Giunti, Firenze 1997
- Giuseppe Dessì, I passeri, nota introduttiva di Carlo Alberto Madrignani, Ilisso, Nuoro 2004